# 觸擊

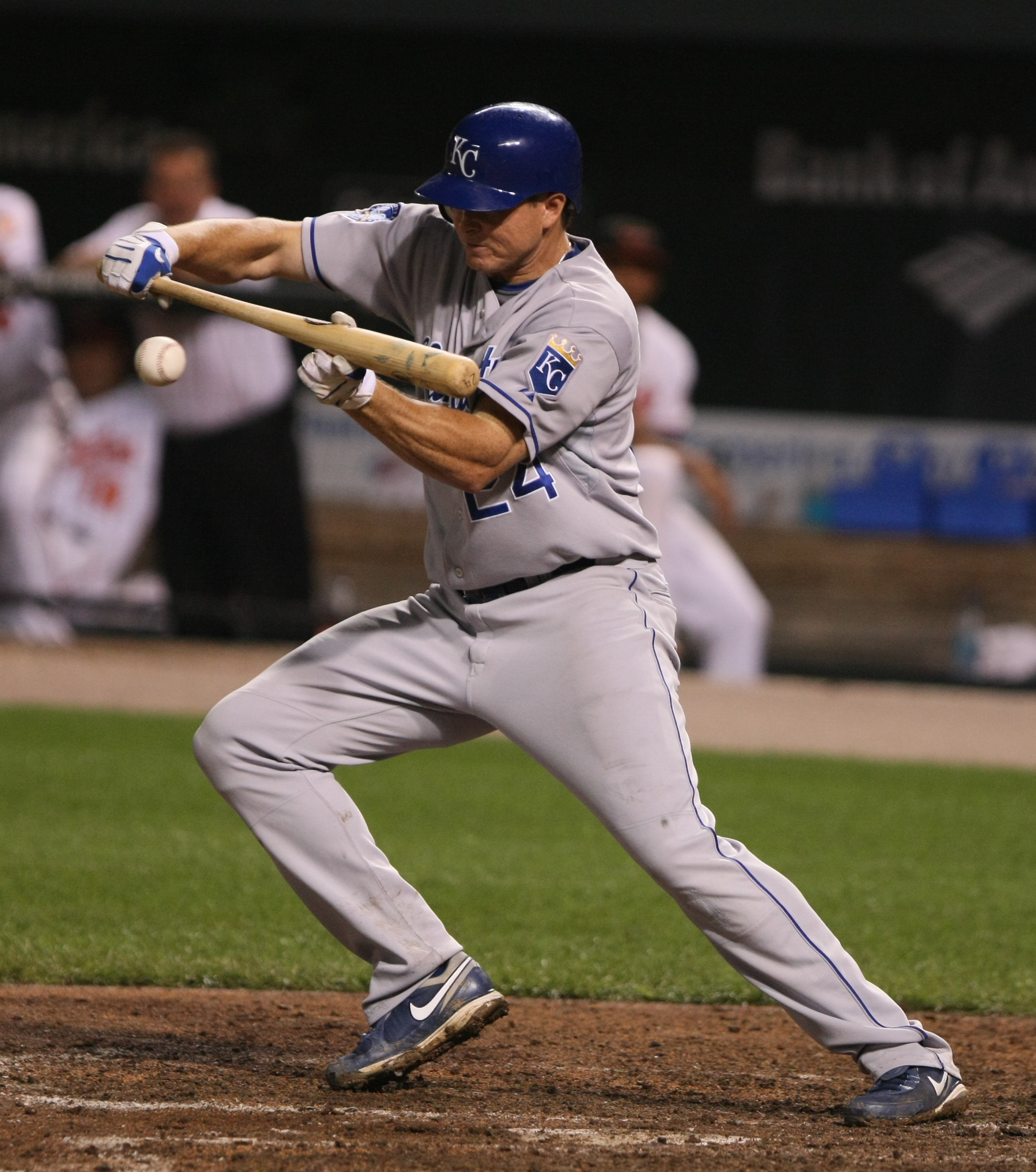
MLB的短打

觸擊（英語：Bunt），或短打，在棒球比賽中是指擊球員不揮棒並將球棒橫握，有意輕輕用球棒觸球而使球緩行於內野的擊球。觸擊又可分為犧牲觸擊和突襲短打。
前者主要是在壘包上有跑者時所作的戰術，讓壘包上的跑者可以安全地推進一個壘包，此時打者出局不記打數，稱為犧牲短打。後者是意圖利用擊球員本身的腳程，將球碰觸到內野手較不容易防守的位置，像是三壘邊線或是一壘邊線，使得內野防守者來不及將球傳至一壘，形成內野安打。

## 外部連結
- 觸擊在台灣棒球維基館上的頁面（繁體中文）